# 消费者

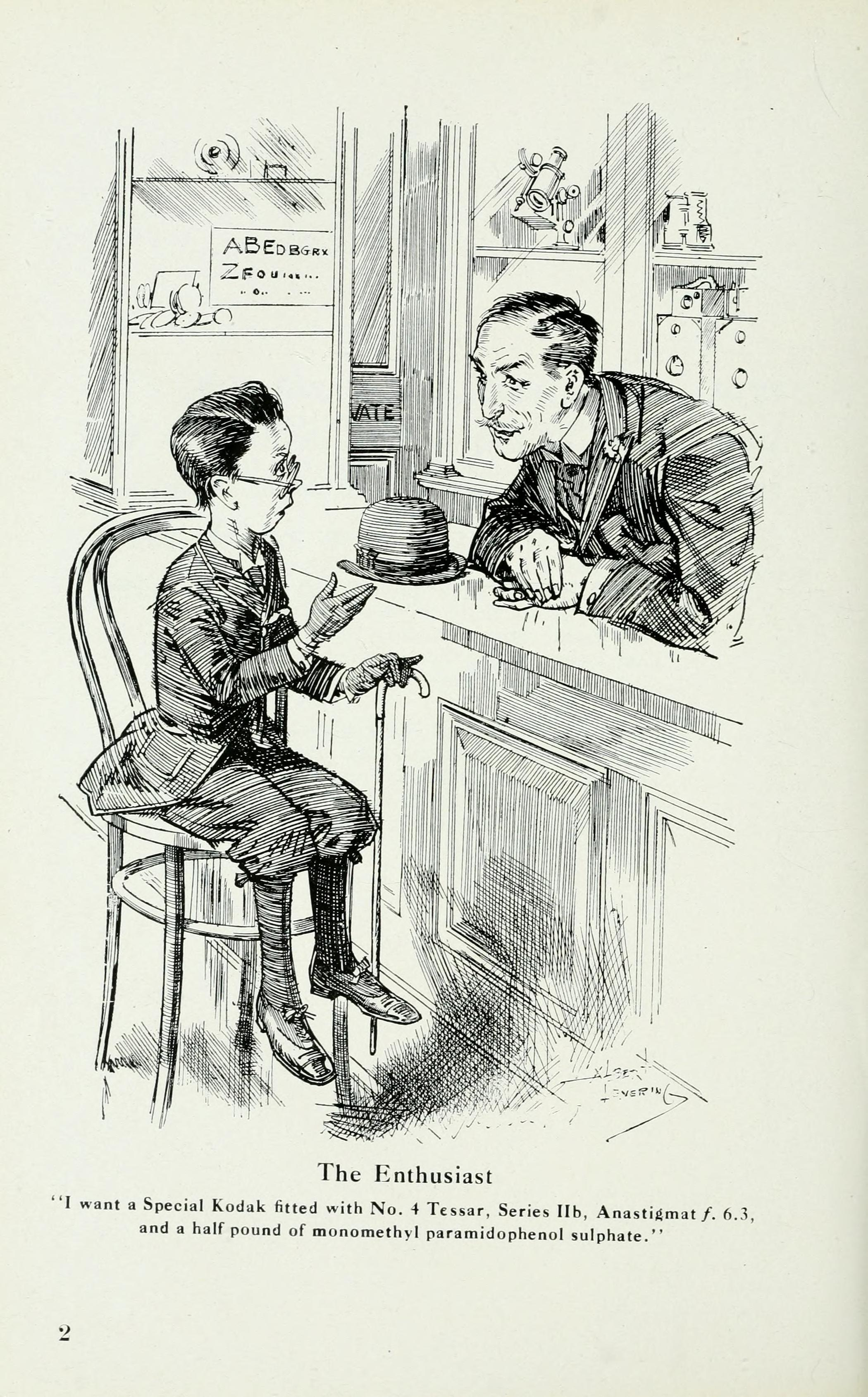
消費者

消费者，指任何使用经济裏产生的商品和服务的个人或组织。在經濟體系中，消费者是在决定交易與否中表現的效用。

## 消費者特徵
- 消費者的特徵會影響對外界資訊搜尋的預計效益、成本和必要性的知覺
- 消費者對搜尋結果感到滿意且具備足夠信心時，則不太可能進行外部搜尋
- 對特定產品類別熟悉到某種程度（或高涉入者），才有可能進行外界資訊搜尋
- 外界資訊搜尋通常會隨著社會地位的提高而增加，而中所得者比高和低所得者更常進行搜尋
- 購物導向（shopping orientation）：消費者所建立的外界資訊搜尋型態
- 知覺風險（perceived risk）：產品在功能或象徵意義上表現不如預期的可能性
- 風險愈高則購買前愈可能進行外界資訊搜尋，而且愈可能仰賴個人資訊來源和個人體驗
- 知覺風險的高低會同時為個人、產品和情境所影響，會因人而異、因情境而異，且因產品而異

## 经济与市场营销
消费者指支付消费品和服务的人。因此，消费者在一个国家的经济体系中扮演着重要的角色。没有了消费者的需求，生产者的生产将缺乏一个核心动力：卖给消费者。消费者也形成了分销链的一部分。
然而市场营销学倾向于使这个概念个人化。除了宽泛的人口分布概况和市场区域的心理位置概况，市场人员也进行个性化营销、许可营销和大规模定制。

## 法律与政治
在法律上，消费者的概念的使用主要和消费者保护法有关，它的定义通常只限于活着的人（非集团或企业），不包括商业使用者。  典型的保护消费者的法律依据是以监管消费者和企业间不平等的议价能力等市场失灵和无效的观念为基础的。  因为所有的潜在选民都是消费者，保护消费者明显有着重要的政治意义。
对消费者权益的关注不仅将消费者教育纳入了学校课程而且产生了大量的活动。 还有各种各样的非盈利出版物，如旨在帮助消费者做决策教育消费者的《消费者报告》和《选择杂志》以及英国的《直达消费者》。

## 公众反应
尽管「消费者」这个词汇在政府、商业和媒体机构广泛使用，许多个人或群体会对这个标签产生反感，因为这个名称给他们指派了一个有限制的、被动的角色。